# San Francisco de Yare
Yare es la capital del municipio Simón Bolívar del Estado Miranda en Venezuela. Está situado en el Valle del Tuy Medio, a unos 70 kilómetros al sur de la ciudad de Caracas. Su población según censo de 2023 es de 42 597 habitantes.